# Hořovice
Hořovice (tyska: Horschowitz eller Horowitz) är en stad i Mellersta Böhmen i Tjeckien. Hořovice är det administrativa och ekonomiska centret för intilliggande byar och samhällen. Den mest kända byggnaden är Hořovice slott.
Det bodde 6 820 invånare i staden i början av 2016.